# Team Senter-Merida/Saison 2012
Dieser Artikel listet Erfolge und Fahrer des Radsportteams Senter-Merida in der Saison 2012 auf.

## Erfolge in der UCI Asia Tour
| Datum         | Rennen                                    | Kat. | Fahrer     |
| ------------- | ----------------------------------------- | ---- | ---------- |
| 16. September | Taiwanische Meisterschaft – Straßenrennen | CN   | Po Hung Wu |

## Platzierungen in UCI-Ranglisten
| UCI Continental Circuit | Platz |
| ----------------------- | ----- |
| UCI Asia Tour 2012      | 59    |

## Mannschaft
| Name           | Geburtstag         | Nationalität      | Team 2011 |
| -------------- | ------------------ | ----------------- | --------- |
| Cheng Yen Chen | 18. Dezember 1989  | Chinesisch Taipeh | Neoprofi  |
| Yung Hua Cheng | 24. August 1986    | Chinesisch Taipeh | Neoprofi  |
| Po Chu Chou    | 4. April 1975      | Chinesisch Taipeh | Neoprofi  |
| Wen Chan Hsieh | 18. April 1972     | Chinesisch Taipeh | Neoprofi  |
| Che Wei Hu     | 26. August 1990    | Chinesisch Taipeh | Neoprofi  |
| Hsin Hua Huang | 22. Juni 1985      | Chinesisch Taipeh | Neoprofi  |
| Min Chun Li    | 9. Juli 1992       | Chinesisch Taipeh | Neoprofi  |
| Min Yang Li    | 9. Juli 1992       | Chinesisch Taipeh | Neoprofi  |
| Kuo Lung Liao  | 1. Juni 1985       | Chinesisch Taipeh | Neoprofi  |
| Chao Yi Lin    | 12. September 1992 | Chinesisch Taipeh | Neoprofi  |
| Yi Hao Tseng   | 13. März 1992      | Chinesisch Taipeh | Neoprofi  |
| Po Hung Wu     | 22. Juni 1985      | Chinesisch Taipeh | Neoprofi  |